# Arto Härkönen
Arto Härkönen (* 31. ledna 1959 Helsinky) je bývalý finský atlet, olympijský vítěz v hodu oštěpem z roku 1984.

## Sportovní kariéra
Na mezinárodních soutěžích startoval poprvé v roce 1982 – na mistrovství Evropy v Athénách obsadil v hodu oštěpem páté místo. Při premiéře světového šampionátu ve svém rodišti o rok později se nedostal do finále. Životním úspěchem bylo pro něj vítězství v hodu oštěpem na olympiádě v Los Angeles v roce 1984. Ve stejném roce si vytvořil osobní rekord výkonem 92,40 m.